# Into the Badlands
Into the Badlands este un serial de televiziune postapocaliptic american care a avut premiera pe canalul AMC la 15 noiembrie 2015. Prezintă povestea unui luptător și a unui tânăr băiat care călătoresc prin ținuturi feudale periculoase în căutarea iluminării. AMC a reînnoit serialul cu un sezon 2 format din 10 episoade, sezon care a avut premiera pe 19 martie 2017.

## Prezentare
Serialul are loc într-o lume post-apocaliptică după un număr nespecificat de ani (probabil secole sau milenii) după un război care a lăsat civilizația în ruine. Multe elemente tehnologice, cum ar fi vehiculele electrice și terestre, au supraviețuit apocalipsei, dar societatea nu mai dorește să folosească arme de foc, ceea ce duce la folosirea pe scară largă a armelor corp la corp.

## Distribuție

### Roluri principale
- Daniel Wu - Sunny, Regentul (Șeful Clipperilor) celui mai puternic Baron din Badlands, Quinn
- Orla Brady - Lydia, prima soție a lui Quinn
- Sarah Bolger - Jade, noua soție a lui Quinn. Ulterior se va căsători cu fiul ei vitreg, Ryder, după presupusa moarte a lui  Quinn
- Aramis Knight - M.K., un adolescent aparent fără nicio valoare, cu toate acestea în interiorul său este o energie întunecată pe care Văduva vrea s-o transforme într-o armă.
- Emily Beecham - Minerva, mai bine cunoscută ca Văduva, ultimul Baron apărut în Badlands; expertă în sabie și arte marțiale. Pe teritoriul ei se află zăcămintele de petrol necesar celorlalți Baroni
- Oliver Stark - Ryder, singurul fiu al lui Quinn, devine ulterior Baron după presupusa moarte a lui  Quinn și se căsătorește cu mama sa vitregă, Jade.
- Madeleine Mantock - Veil, un medic care are o relație sentimentală secretă cu Sunny.
- Ally Ioannides - Tilda, o adolescentă foarte bine antrenată în arte marțiale, este fiica Văduvei și devine ulterior regenta acesteia.
- Marton Csokas - Quinn,[4] cel mai proeminent Baron din Badlands și fost Clipper. Simbolul său este un tatu alb pe un steag roșu întunecat. Teritoriile sale produc flori de mac care sunt folosite în producerea opiului.
- Nick Frost - Bajie,[5] un uneltitor cu moravuri discutabile care devine un aliat al lui Sunny. (sezonul 2)

### Roluri secundare
- Yohance Myles - Ringo, un artist care tatuează Clipperii.
- Benjamin Papac - Bale, un Colt (un Clipper-în-formare) și un băiat aparent binevoitor, care se împrietenește cu M.K.
- Mike Seal - Petri, unul din Cliperii lui Quinn
- Stephen Lang - Waldo, un fost Regent al lui Quinn, acum în scaunul cu rotile .
- Teressa Liane - Angelica, o prostituată/spion, ea este loială Văduvei
- Ellen Hollman - Zypher, un Regent al Baronului Jacobee
- Edi Gathegi - Baronul Jacobee, aliat cu Quinn.
- Lance E. Nichols -  River King, un importator și exportator de bunuri de-a lungul râului ce trece prin Badlands.
- Lance Henriksen - Penrith, tatăl Lydiei și conducătorul unei localități religioase totemice
- Stephen Walters -  Engineer, șeful "Pickers" (minerii de opiu) din minele Bordeaux. (sezonul 2)
- Chipo Chung -  Master, conducătorul  Abbott, care îl antrenează pe M.K., învățându-l cum să-și controleze abilitățile. (sezonul 2)

## Privire generală
| Sezonul | Sezonul | Episoade | Episoade | Premiera TV       | Premiera TV       |
| Sezonul | Sezonul | Episoade | Episoade | Prima transmisie  | Ultima transmisie |
| ------- | ------- | -------- | -------- | ----------------- | ----------------- |
|         | 1       | 6        | 6        | 15 noiembrie 2015 | 20 decembrie 2015 |
|         | 2       | 10       | 10       | 19 martie 2017    | 21 mai 2017       |

## Episoade

### Sezonul 1 (2015)
| Nr. în serial | Nr. în sezon | Titlu                       | Regizat de   | Scris de                                            | Data difuzării    | U.S. telespectatori (milioane) |
| ------------- | ------------ | --------------------------- | ------------ | --------------------------------------------------- | ----------------- | ------------------------------ |
| 1             | 1            | „The Fort”                  | David Dobkin | Alfred Gough & Miles Millar                         | 15 noiembrie 2015 | 6.39                           |
| 2             | 2            | „Fist Like a Bullet”        | David Dobkin | Alfred Gough & Miles Millar                         | 22 noiembrie 2015 | 4.83                           |
| 3             | 3            | „White Stork Spreads Wings” | David Dobkin | Alfred Gough & Miles Millar & Justine Juel Gillmer  | 29 noiembrie 2015 | 5.17                           |
| 4             | 4            | „Two Tigers Subdue Dragons” | Guy Ferland  | Alfred Gough & Miles Millar & Michael Jones-Morales | 6 decembrie 2015  | 2.42                           |
| 5             | 5            | „Snake Creeps Down”         | Guy Ferland  | Alfred Gough & Miles Millar & Justin Doble          | 13 decembrie 2015 | 2.21                           |
| 6             | 6            | „Hand of Five Poisons”      | Guy Ferland  | Alfred Gough & Miles Millar & Michael R. Perry      | 20 decembrie 2015 | 2.16                           |

### Sezonul 2 (2017)
Notă: În acest sezon titlurile episoadelor sunt "capitole" urmate de cifre romane. (De exemplu titlul primului episod este Capitolul VII)
| Nr. în serial | Nr. în sezon | Titlu                          | Regizat de   | Scris de                    | Data difuzării  | U.S. telespectatori (milioane) |
| ------------- | ------------ | ------------------------------ | ------------ | --------------------------- | --------------- | ------------------------------ |
| 7             | 1            | „Tiger Pushes Mountain”        | Nick Copus   | Alfred Gough & Miles Millar | 19 martie 2017  | 3.44                           |
| 8             | 2            | „Force of Eagle's Claw”        | Nick Copus   | Matt Lambert                | 26 martie 2017  | 3.41                           |
| 9             | 3            | „Red Sun, Silver Moon”         | Toa Fraser   | Michael Taylor              | 2 aprilie 2017  | 3.11                           |
| 10            | 4            | „Palm of the Iron Fox”         | Toa Fraser   | Daniel C. Connolly          | 9 aprilie 2017  | 1.57                           |
| 11            | 5            | „Monkey Leaps Through Mist”    | Paco Cabezas | LaToya Morgan               | 16 aprilie 2017 |                                |
| 12            | 6            | „Leopard Stalks in Snow”       |              |                             | 23 aprilie 2017 |                                |
| 13            | 7            | „Black Heart, White Mountain”  |              |                             | 30 aprilie 2017 |                                |
| 14            | 8            | „Sting of the Scorpion's Tail” |              |                             | 7 mai 2017      |                                |
| 15            | 9            | „Nightengale Sings No More”    |              |                             | 14 mai 2017     |                                |
| 16            | 10           | „Wolf's Breath, Dragon Fire”   |              |                             | 21 mai 2017     |                                |